# Pilea depressa
Pilea depressa är en nässelväxtart som först beskrevs av Olof Swartz, och fick sitt nu gällande namn av Carl Ludwig von Blume. Pilea depressa ingår i släktet pileor, och familjen nässelväxter. Inga underarter finns listade i Catalogue of Life.

## Bildgalleri

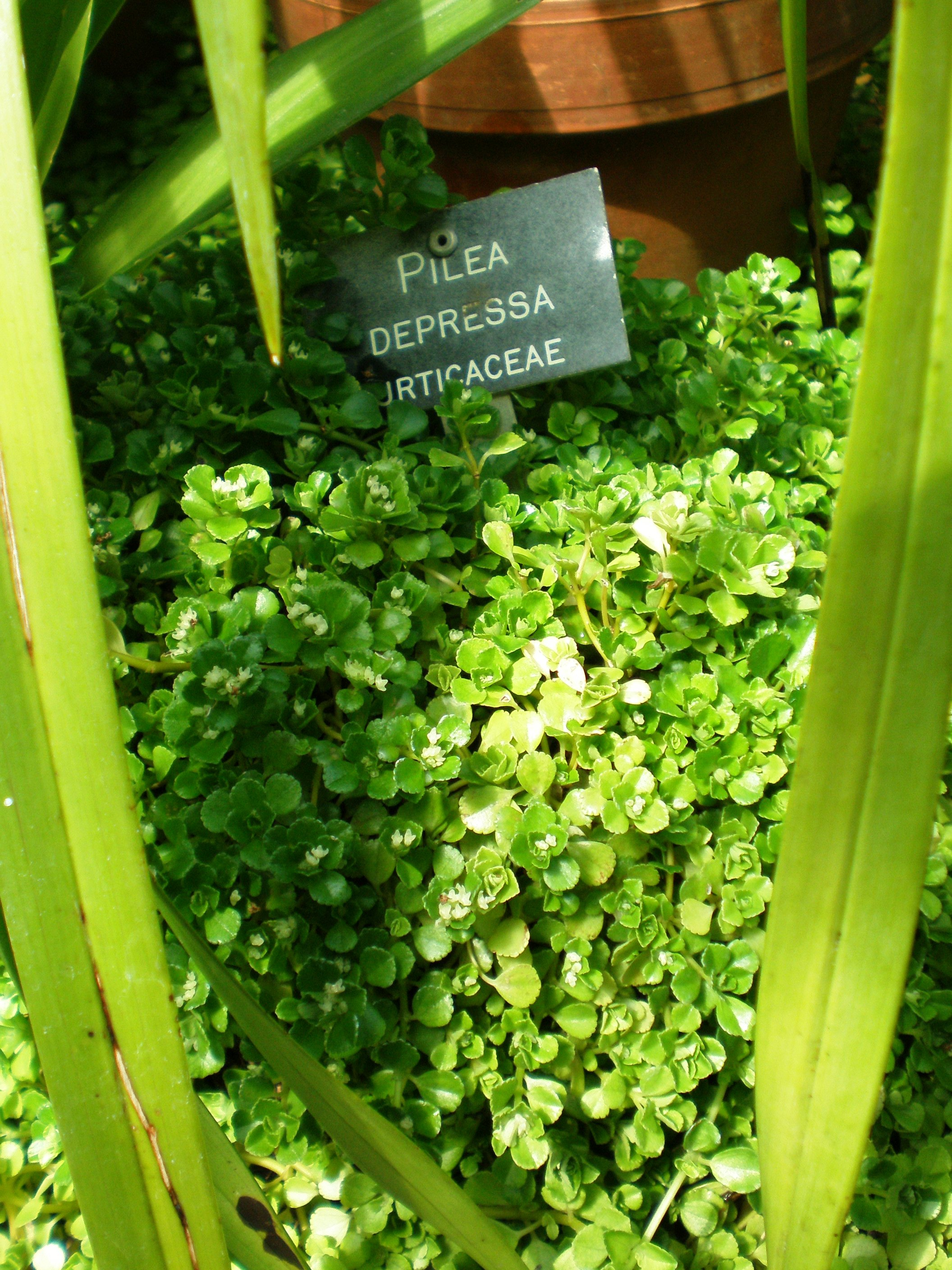